# Daxata confusa
Daxata confusa är en skalbaggsart som beskrevs av Francis Polkinghorne Pascoe 1869. Daxata confusa ingår i släktet Daxata och familjen långhorningar. Inga underarter finns listade i Catalogue of Life.